# هيو إيفانز (ناشط حقوق الإنسان)
هيو إيفانز (بالإنجليزية: Hugh Evans)‏ هو ناشط حقوق الإنسان أسترالي، ولد في 4 مارس 1983 في ملبورن في أستراليا.